# Viitasoo
Koordinaten: 58° 55′ N, 22° 21′ O
Viitasoo ist ein Dorf (estnisch küla) in der Landgemeinde Hiiumaa (2013 bis 2017: Landgemeinde Hiiu, davor Landgemeinde Kõrgessaare) auf der zweitgrößten estnischen Insel Hiiumaa (deutsch Dagö).
Viitasoo hat keine Einwohner mehr (Stand 31. Dezember 2011).